# Stanisław Biały (1868–1932)
Stanisław Biały (ur. 18 lub 19 kwietnia 1868 w Korniaktowie, zm. 4 sierpnia 1932 w Brzozowie) – polski prawnik, polityk ludowy i działacz społeczny, poseł na Sejm Krajowy Galicji i do austriackiej Rady Państwa, senator RP

## Życiorys

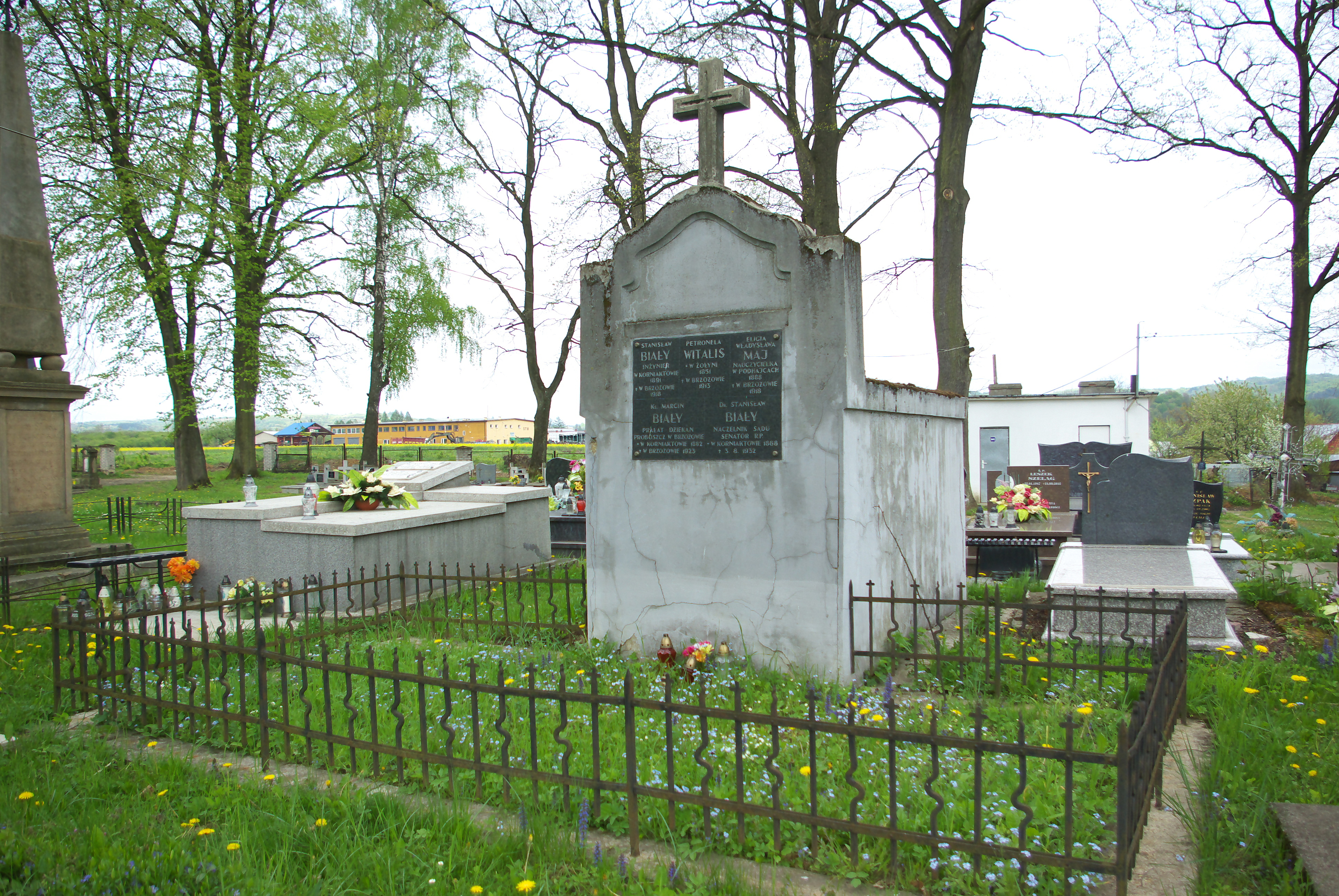
Grobowiec rodziny Biały w Brzozowie

W 1887 został absolwentem I Gimnazjum w Rzeszowie. Przez 2,5 roku prowadził studia teologiczne w Seminarium Duchownym w Przemyślu. Następnie podjął i ukończył studia prawa, prowadzone na Wydziale Prawa Uniwersytetu Lwowskiego i Uniwersytetu Czerniowieckiego. W tym ostatnim uzyskał tytuł naukowy doktora praw i złożył egzamin sędziowski. W trakcie studiów był zatrudniony w charakterze pomocnika kancelaryjnego, pracował w sądzie okręgowym w Kołomyi oraz dziale notarialnym w Brzozowie. Od 1891 do 1891 odbył roczną służbę wojskową w c. i k. armii jako ochotnik, awansując do stopnia podporucznika artylerii. Od 1897 rozpoczął pracę w sądownictwie galicyjskim, najpierw jako auskultant c.k. Sądzie Obwodowym w Sanoku (1897-1898). Następnie był adiunktem w Sądzie Powiatowym w Wiśniowczyku (1899-1900) i Sądzie Powiatowym w Brzozowie (1901-1904). Sekretarz Sądu Powiatowego w Kulikowie (1905). Był sędzią i od 1910 naczelnikiem (od 1911 w randze radcy sądu krajowego) c. k. Sądu Powiatowego w Brzozowie (1905-1914) w tym podczas I wojny światowej do 1918.
Był aktywny w życiu społecznym i politycznym. Początkowo związany ze Stronnictwem Narodowo-Demokratycznym. Od 1908 należał do Polskiego Stronnictwa Ludowego, m.in. był członkiem Rady Naczelnej (1911-1913). Współzałożyciel tygodnika "Piast" (1913). Po rozłamie w 1913 był członkiem Polskiego Stronnictwa Ludowego „Piast”. 
Członek Rady Powiatowej i Wydziału Powiatowego w Brzozowie, z kurii gmin wiejskich (1911-1914). Jako delegat rady powiatowej był członkiem Rady Szkolnej Powiatowej w Brzozowie (1911-1914). W Brzozowie pełnił funkcję prezesa gniazda Towarzystwa Gimnastycznego „Sokół” i był założycielem Polskich Drużyn Strzeleckich w Brzozowie i został tam prezesem LXIX PDS (jego następcą w tej funkcji był ks. Józef Bielawski). W latach 1910–1914 był prezesem zarządu powiatowego w Brzozowie  Towarzystwa Kółek Rolniczych we Lwowie.
Był posłem do austriackiej Rady Państwa kadencji XI (17 lutego 1907 – 30 marca 1911) kadencji XII (17 lipca 1911 – 28 października 1918) wybieranym w okręgu wyborczym nr 52 (Brzozów - Tyczyn). W latach 1910–1911 i 1912–1914 członkiem delegacji dla spraw wspólnych parlamentu austriackiego. Był członkiem Koła Polskiego w Wiedniu, w latach 1907-1908 należał do grupy posłów narodowo-demokratycznych, od 1908 do grupy posłów PSL, od 19013 PSL "Piast". Był także posłem do Sejmu Krajowego Galicji X kadencji (1913–1914), wybranym w kurii IV - gmin wiejskich w okręgu wyborczym nr (Brzozów). 
Po wybuchu I wojny światowej został powołany do armii austriackiej na stanowisko audytora sądu polowego 36 Dywizji Piechoty i w tej funkcji odbywał służbę na froncie rosyjskim i włoskim. U kresu wojny w październiku 1918 wszedł do składu Polskiej Komisji Likwidacyjnej, sprawując stanowisko naczelnika Wydziału Sprawiedliwości. Po odzyskaniu przez Polskę niepodległości działał jako komendant ochotniczej Legii Obywatelskiej w Brzozowie podczas wojny polsko-bolszewickiej. Został awansowany do stopnia kapitana rezerwy artylerii Wojska Polskiego ze starszeństwem z dniem 1 czerwca 1919. W 1923 był przydzielony jako oficer rezerwowy 2 pułku artylerii górskiej w garnizonie Przemyśl. W 1924 był zweryfikowany jako oficer pospolitego ruszenia artylerii w tej jednostce.
W okresie II Rzeczypospolitej nadal działał PSL „Piast”, m.in. był członkiem Rady Naczelnej (1914-1921) i prezesem zarządu powiatowego w Brzozowie (1922-1923). Z ramienia tej partii został wybrany z listy nr 1 w województwie lwowskim senatorem I kadencji (1922–1927) Senatu RP w II RP (kandydował także z listy krajowej). W Senacie RP zasiadł w Komisji Prawniczej, Komisji Spraw Zagranicznych i Wojskowych, w której był zastępcą przewodniczącego, był członkiem Sądu Honorowego, zaś politycznie był członkiem i prezesem grupy senatorów PSL „Piast” oraz wiceprezesem klubu parlamentarnego PSL „Piast”. Był członkiem Tymczasowego Wydziału Samorządowego we Lwowie od 1922 do 1928, członkiem Rady Gminnej i Rady Powiatowej w Brzozowie, członkiem zarządu koła Towarzystwa Szkoły Ludowej. prezesem Rady Szkolnej Miejskiej, prezesem Okręgowego Towarzystwa Zaliczkowego, nadal prezesem kółek rolniczych.
Z funkcji naczelnika sądu powiatowego w Brzozowie został przeniesiony w stan spoczynku 6 lutego 1926. Po przejściu na emeryturę podjął się działalności adwokackiej w założonej w Brzozowie kancelarii. W maju 1926 został wpisany na listę adwokatów w ramach Okręgowej Izby Adwokackiej w Przemyślu.
Został pochowany w grobowcu rodzinnym na Cmentarzu Komunalnym w Brzozowie.

## Stosunki rodzinne
Urodził się 18 lub 19 kwietnia 1868 jako syn Marcina (1799–1881), kolonisty litewskiego (pełniącego stanowisko sekretarza gminnego w Korniaktowie) i Marii z domu Decowskiej. Miał rodzeństwo w liczbie 21 sióstr i braci. Wśród nich byli Marcin (1830-1923, duchowny rzymskokatolicki, proboszcz parafii Przemienienia Pańskiego w Brzozowie, prałat i dziekan), Stanisław (1891-1918, inżynier). Jego żoną była Wanda z domu Nartowska (1880-1954, córka Franciszka herbu Trzaska, powstańca styczniowego i pamiętnikarza). Ich dziećmi byli Leszek (1903-1978), Danuta (1905-1986, po mężu Świątkowska), Stanisław (1907-2002), Wanda (1909-1985, po mężu Niemkiewicz).

## Odznaczenia i wyróżnienia
- Medal Niepodległości (16 września 1931, za pracę w dziele odzyskania niepodległości)[32]

austro-węgierskie
- Kawaler Orderu Franciszka Józefa (1917)[33].
- Brązowy Medal Jubileuszowy Pamiątkowy dla Sił Zbrojnych i Żandarmerii[10].
- Medal Jubileuszowy Pamiątkowy dla Cywilnych Funkcjonariuszów Państwowych[10].
- Krzyż Jubileuszowy dla Cywilnych Funkcjonariuszów Państwowych[10].
- Tytuł honorowego obywatelstwa Brzozowa (po 1913).